# ヴィンセント・ガーディニア
ヴィンセント・ガーディニア（Vincent Gardenia、1920年1月7日 - 1992年12月9日）は、アメリカ合衆国の俳優である。

## 来歴
ガーディニアは1920年にイタリア王国のナポリに生まれた。2歳の時に一家がアメリカ合衆国へ移民として移住した後は、ブルックリン区で育つ。幼少時代は家族劇団として地元の劇場などでステージに立っていた。
1940年代で役者としての活動をはじめ、1945年に『Gメン対間諜』で映画デビュー。1956年には『黄金の腕』でオフ・ブロードウェイデビューも果たす。その後も順調にキャリアを重ねていき、1960年と1969年にはその演技力が評価されてオビー賞も獲得。1972年にはニール・サイモン作の『The Prisoner of Second Avenue』でトニー賞も受賞している。舞台における活動では、その演技の評価が高く、その後もトニー賞へノミネートされた。また映画やテレビなどにも数多く出演し、その数は100本以上にも及ぶ。1973年に出演したロバート・デ・ニーロ主演の野球映画『バング・ザ・ドラム』と1983年に出演したシェール、ニコラス・ケイジらとの共演作『月の輝く夜に』で、それぞれアカデミー助演男優賞にノミネートされている。その他の代表的な作品としてはチャールズ・ブロンソンと共演した『狼よさらば』での刑事役や、リック・モラニスの陰険な花屋の上司を演じた『リトル・ショップ・オブ・ホラーズ』などがある。ハリウッド映画のみならず、出生地イタリアやフランスなどの映画にも多数出演している。
今後における更なる活動が期待されていた矢先の1992年、フィラデルフィアにあるホテルに滞在中に心臓発作によって死去。72歳だった。遺体は地元であるニューヨークに埋葬されている。また生前の1989年には地元であるブルックリンフェスティバルにおいて“キング・オブ・ブルックリン”の称号も与えられた。

## 出演作品

### 映画
- Gメン対間諜 The House on 92nd Street (1945)
- 第87警察 Cop Hater (1958)
- 殺人会社 Murder, Inc. (1960)
- パリッシュ Parrish (1961)
- 機関銃を捨てろ Mad Dog Coll (1961)
- ハスラー The Hustler (1961)
- 橋からの眺め Vu du pont (1962)
- 第三の日 The Third Day (1965)
- 愛の贈りもの Jenny (1970)
- パパはどこ? Where's Poppa? (1970)
- 殺人狂想曲 Little Murders (1971)
- タバコのなくなる日 Cold Turkey (1971)
- 殺人者にラブ・ソングを Hickey & Boggs (1972)
- バング・ザ・ドラム Bang the Drum Slowly (1973)
- コーザ・ノストラ Lucky Luciano (1973)
- 狼よさらば Death Wish (1974)
- フロント・ページ The Front Page (1974)
- 霧の中の殺人者 The Manchu Eagle Murder Caper Mystery (1975)
- La banca di Monate (1975)
- ビッグ・バイオレンス Il grande racket (1976)
- Luna di miele in tre (1976)
- ファイヤー・セール Fire Sale (1977)
- Greased Lightning (1977)
- 天国から来たチャンピオン Heaven Can Wait (1978)
- リベンジャー Firepower (1979)
- Sensitività (1979)
- 悪魔のファミリー Home Movies (1980)
- ラスト・フライト・オブ・ノアズ・アーク The Last Flight of Noah's Ark (1980)
- ロサンゼルス Death Wish II (1982)
- 映画の作り方教えます Movers & Shakers (1985)
- リトル・ショップ・オブ・ホラーズ Little Shop of Horrors (1986)
- 月の輝く夜に Moonstuck (1987)
- スキン・ディープ Skin Deep (1989)
- ミスター・サンデー A Month of Sundays (1989)
- ニューヨークのいたずら The Super (1991)

### テレビドラマ
- スタジオ・ワン Studio One (1954-1957)
- 捜査網 Decoy (1959)
- 裸の町 Naked City (1959)
- Tallahassee 7000 (1961)
- アンタッチャブル The Untouchables (1961)
- 原子力潜水艦シービュー号 Voyage to the Bottom of the Sea (1965)
- 逃亡者 The Fugitive (1967)
- アイ・スパイ I Spy (1967)
- ガンスモーク Gunsmoke (1967)
- ラット・パトロール The Rat Patrol (1967)
- マニックス Mannix (1967)
- スパイ大作戦 Mission:Impossible (1967-1968)
- 鬼警部アイアンサイド Ironside (1968)
- 警部マクロード McCloud (1971)
- オール・イン・ザ・ファミリー All in the Family (1971-1974)
- 命がけの青春/ ザ・ルーキーズ The Rookies (1972)
- 刑事コジャック Kojak (1975)
- 伝説のボクサー/ ロッキー・マルシアーノ Marciano (1979)
- ゴールディとチャンピオン Goldie and the Boxer (1979)
- ドリーム・マーチャント/ 夢を売る男 The Dream Merchants (1980)
- 敏腕刑事メアリー Muggable Mary, Street Cop (1982)
- ケネディ Kennedy (1983)
- N.Y.市警ブラス Brass (1985)
- トワイライトゾーン Twilight Zone (1985)
- Un siciliano in Sicilia (1987)
- Age-Old Friends (1989) ※エミー賞受賞
- The Tragedy of Flight 103: The Inside Story (1990)
- レイ・ブラッドベリ・シアター The Ray Bradbury Theater (1990)
- L.A.ロー 七人の弁護士 L.A. Law (1990)